# McBride (série télévisée)
Pour les articles homonymes, voir McBride.
McBride est une série de téléfilms américains en 10 épisodes d'environ 82 minutes diffusés entre le 14 janvier 2005 et le 31 mai 2008.
En France, les téléfilms ont été diffusés à partir du 3 mars 2007 sur France 3 puis rediffusés sur NRJ 12.

## Synopsis
Mike McBride est un ancien inspecteur de police à la police Los Angeles devenu un avocat de la défense

## Distribution
- John Larroquette (VF : Philippe Ogouz) : Mike McBride
- Matt Lutz (VF : Axel Kiener) : Phil Newberry
- Marta DuBois (VF : Catherine Davenier) : Roberta Hansen

## Épisodes
1. L'ennemi au cent visage (McBride: The Chameleon Murder)
2. Le meurtre de minuit (McBride: Murder Past Midnight)
3. Un parfum de scandale (McBride: It's Murder, Madam)
4. Secret médical (McBride: The Doctor is Out ... Really Out)
5. Crime sur les ondes (McBride: Tune in for Murder)
6. Qui a pu assassiné Marty (McBride: Anybody Here Murder Marty?)
7. Cas de conscience (McBride: Fallen Idol)
8. Toujours fidèle (McBride: Semper Fi)
9. Entre chien et loup (McBride : Dogged)
10. Requiem (McBride: Requiem)